# Edward Boroń
Edward Boroń (ur. 12 stycznia 1942 w Zaborowie) – polski polityk, poseł na Sejm PRL IX kadencji.

## Życiorys
W 1956 skończył szkołę podstawową w Zaborowie. Pracował w Urzędzie Powiatowo-Telekomunikacyjnym w tej miejscowości. Radny Wojewódzkiej Rady Narodowej w Tarnowie. Zasiadał także w Gromadzkiej i w Gminnej Radzie Narodowej. Działacz Patriotycznego Ruchu Odrodzenia Narodowego. Członek rady sołeckiej i Gminnego Komitetu Zjednoczonego Stronnictwa Ludowego. W latach 1985–1989 pełnił mandat posła na Sejm PRL w okręgu Tarnów z ramienia ZSL, zasiadając w Komisji Skarg i Wniosków, Komisji Spraw Samorządowych oraz w Komisji Transportu, Żeglugi i Łączności. Otrzymał Medal 40-lecia Polski Ludowej.